# Thomas Ohrner
Thomas "Tommi" Ohrner (München, 3 juni 1965) is een Duitse acteur, synchroonspreker, zanger, radio- en tv-presentator.

## Jeugd
Thomas Ohrner is de zoon van de economisch adviseur Claus Peter Ohrner en de actrice Evelin Bey-Ohrner. De actrice Carolin Ohrner is zijn halfzuster en stamt uit een vroegere relatie van zijn moeder met de acteur Georg Marischka. Zijn bijna twee jaar oudere broer Markus overleed in 1995 aan de gevolgen van een verkeersongeluk.

## Carrière

### Als acteur
Toen hij acht maanden oud was, stond hij voor de eerste keer voor de camera, toen zijn moeder hem meenam naar proefopnamen. Kort daarna werd op reclamezuilen en beeldschermen met opnamen van hem reclame gemaakt voor margarine en wasmiddel. Als vierjarige was hij vertolker in reclamespots en in 1969 had hij zijn eerste korte optreden in de ZDF-misdaadserie Der Kommissar – Die Schrecklichen met Erik Ode. In 1970 kreeg hij zijn eerste filmrol in Hurra, unsere Eltern sind nicht da. In de jaren 1970 begon zijn carrière als kinderster. Hij werkte ook als synchroonspreker. In de animatieserie Heidi leende hij zijn stem aan de Ziegen-Peter (Geiten-Peter) en ook was hij te horen in de tv-serie Die Bären sind los. In 1974 speelde hij in de tv-serie Kli-Kla-Klawitter een jongen met de bijnaam Löffelchen. In 1975 speelde hij mee in de serie Das Haus der Krokodile. Na optredens in diverse bioscoop- en tv-films kwam in 1979 de doorbraak met de meerdelige ZDF-serie Timm Taler naar het kinderboek van James Krüss. In de serie Merlin (1979) speelde hij eveneens de hoofdrol. Erg populair was ook de jeugdserie Manni, der Libero over een getalenteerde voetballer. Verder speelde Ohrner in de tv-serie Jenseits der Morgenröte.
Als acteur had Ohrner van 1987 tot 1990 een grotere rol in de eerste beide seizoenen van de ARD-serie Die glückliche Familie aan de zijde van Maria Schell en Siegfried Rauch. Van november 2007 tot december 2010 stond hij als Matthias Brandner voor de camera in de soap Verbotene Liebe. In 2014 had hij een gastrol in de tv-serie Dahoam ist Dahoam.
In de in 2017 geproduceerde bioscoopverfilming van Timm Thaler van Oliver Berben had de 51-jarige Thomas Ohrner een bijrol als huismeester, die slechts ongeveer een minuut is te zien.

### Als zanger
In het begin van de jaren 1980 maakte hij onder de naam Tommi Ohrner popmuziek, overwegend in de Engelse taal, maar ook weleens in het Duits. Daarbij bespeelde hij de e-gitaar.

### Als presentator
Vanaf juni 1983 werkte hij als radiopresentator bij het Duitstalige programma van Radio Luxembourg (RTL). In 1984 startte hij daar met de Tommis Radio-Show. Er volgden de formats Luxemburg 496061 en Musikduell. In de daaropvolgende jaren hield hij zich ook bezig bij meerdere tv-zenders als showmaster en presentator. Van 1990 tot 1993 presenteerde hij het kinderprogramma Boing, tussen 1993 en 1995 het programma Herzklopfen, een flirtshow voor jeugdigen. Bij DSF presenteerde hij rond 1993 de sportquiz Wer, wo, was?. In 1992 aanvaardde hij de programmaleiding van de commerciële zender Der Kabelkanal, de latere kabel eins.
Van 1996 tot 2001 presenteerde hij bij het ZDF het amusementsformat Lass dich überraschen. Eveneens in 1996 startte hij bij het ZDF met zijn populaire show Die versteckte Kamera. De door hem vanaf 1998 gepresenteerde dagelijkse talkshow Mensch Ohrner werd na 120 afleveringen beëindigd wegens slechte kijkcijfers. In 2001 wisselde hij naar Kabel eins en presenteerde daar de quizshow Dingsda en kortstondig een nieuwe editie van de Sat.1-show Glücksrad. Verder presenteerde Ohrner in 2001 een uitzending in het seizoen van de ZDF-Fernsehgarten.
Daarnaast is hij tv-presentator van amusementsshows. Bij de tv-zender SWF presenteerde hij van april 2006 tot maart 2008 het programma Fröhlicher Alltag als opvolger van Heinz Siebeneicher. Van april 2013 tot 2015 was hij presentator van het tv-programma Servus am Morgen. Nog tot eind 2016 presenteerde hij de uitloper van Herzblatt, genaamd Herz sucht Liebe op Sat.1 Gold.
Als radiopresentator is hij ook regelmatig te horen. Na Radio Luxembourg volgden van 1988 tot 1994 activiteiten als presentator voor Antenne Bayern. Eerder vervulde hij daar ook de functie van hoofd amusement. Van 2002 tot 2016 presenteerde hij voor Bayern 1. Sinds november 2016 presenteert hij voor de commerciële zender Klassik Radio vanuit de Augsburger Hotelturm.

## Privéleven
Thomas Ohrner is getrouwd en heeft vier kinderen.

## Filmografie
- 1968: Helga und Michael

- 1969: Der Kommissar – Die Schrecklichen (tv-serie)
- 1970: Nachbarn sind zum Ärgern da
- 1970: Hurra, unsere Eltern sind nicht da
- 1971: Tournee (tv-serie)
- 1971: Hilfe, die Verwandten kommen
- 1971: Dreht euch nicht um - Der Golem geht rund oder Das Zeitalter der Musse (tv-film)
- 1973: Nicht einmal das halbe Leben (tv-film)
- 1974: Kli-Kla-Klawitter (tv-serie)
- 1974: Wetterleuchten über dem Zillertal (maar ook: Der gestohlene Himmel)
- 1974: Der Kommissar – Drei Brüder
- 1975: Das Haus der Krokodile (tv-serie)
- 1977: Heidi (tekenfilm), stem van Geißen-Peter
- 1977: Babbelgamm (tv-serie)
- 1977: Brennendes Geheimnis (tv-serie)
- 1979: Die Bären sind los (tv-serie), synchroonstem van Gregg Forrest (Kelly Leek)
- 1979: Timm Thaler (tv-serie)
- 1979: Merlin (tv-serie)
- 1981: Manni, der Libero (tv-serie)
- 1982: Im Dschungel ist der Teufel los
- 1982: Ein dicker Hund
- 1983: Die unglaublichen Abenteuer des Guru Jakob
- 1983: Plem, Plem – Die Schule brennt
- 1985: Jenseits der Morgenröte (tv-serie)
- 1987–1990: Die glückliche Familie (tv-serie)
- 1988: Oh Gott, Herr Pfarrer (tv-serie, 1 aflevering)
- 1993–1995: Herzklopfen (tv-serie)
- 1998: Varell & Decker (tv-serie)
- 2005: Bernds Hexe – Der Erinnerungszauber
- 2007–2010: Verbotene Liebe (tv-serie, als Matthias Brandner)
- 2012: Das Haus der Krokodile (bioscoopfilm)
- 2014: Dahoam is Dahoam (tv-serie)
- 2016: Herz sucht Liebe (tv-serie)
- 2017: Timm Thaler oder das verkaufte Lachen

## Discografie
Als Tommi Ohrner
Albums
- 1980: For You (Ariola)
- 1981: My Name is Tommi (Ariola)

Singles
- 1980: Rock 'n' Roll in old Blue Jeans / I like every Part of You (Ariola)
- 1980: Looks like a Heartache / Angela (Ariola)
- 1981: 5 O'Clock Rock / Mister (Ariola)
- 1981: All the Girls around the World / Baby it's You (featuring Timm's Thema) (Ariola)
- 1982: Im Dschungel ist der Teufel los / Im Dschungel ist der Teufel los (Instrumental) (Ariola)
- 1982: Frag' nicht so dumm / Wir war' n gute Freunde (Ariola)
- 1983: Nochmal Schwein gehabt / Dr. Rap (EMI Electrola)

- Gemeinsame Normdatei: 12496544X
- International Standard Name Identifier: 0000 0003 7208 5878
- MusicBrainz: 86d1d747-cb71-404e-88d7-1097d03395e5
- Virtual International Authority File: 69875477
- WorldCat: E39PBJtRQWJ9WjB79DrRKvRkDq